# James Macpherson

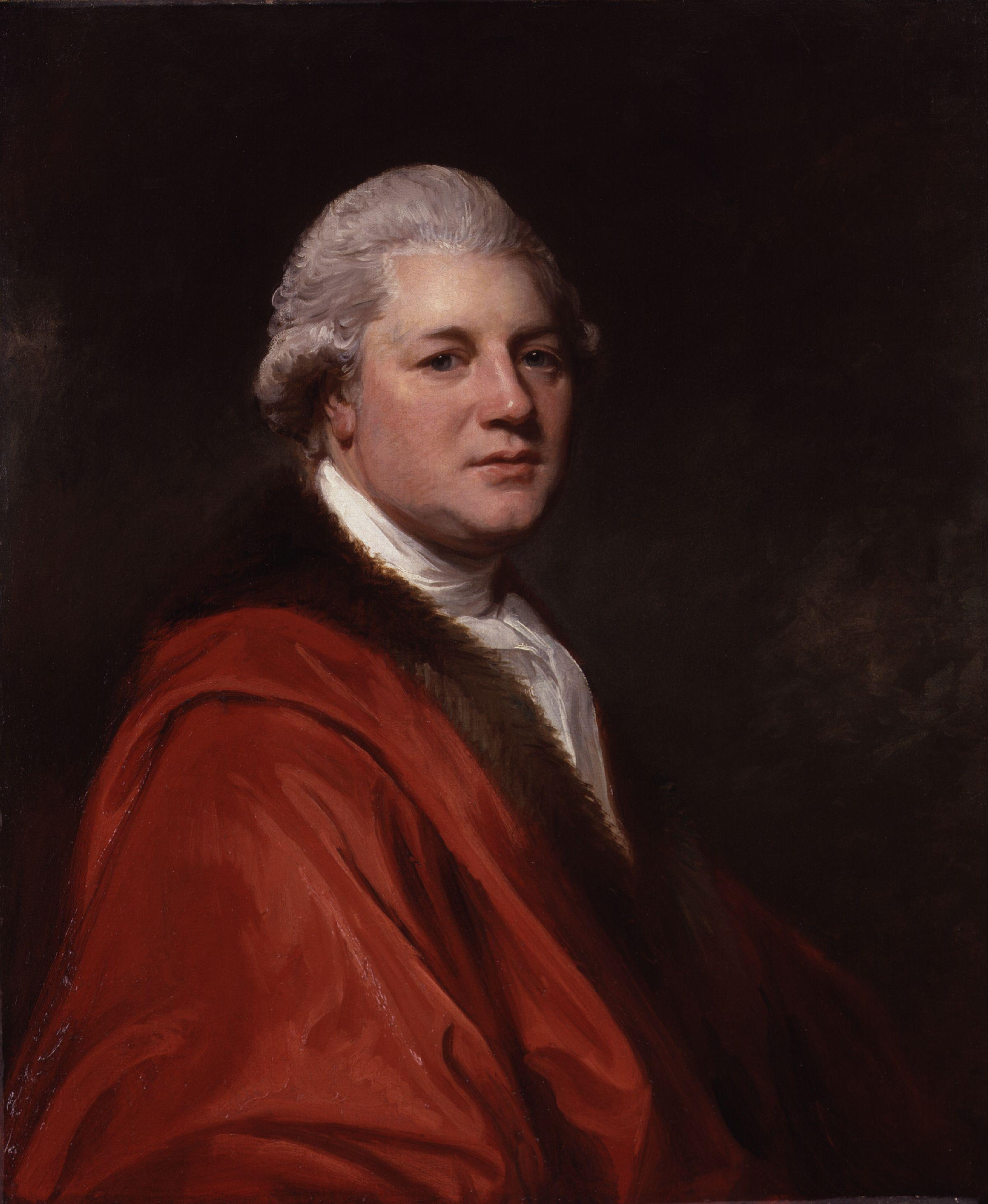
James Macpherson

James Macpherson (în limba scoțiană: Seumas MacMhuirich sau Seumas Mac a' Phearsain, n. 27 octombrie 1736 - d. 17 februarie 1796) a fost un poet și politician scoțian.
Este cunoscut pentru prelucrarea liberă a unor vechi legende locale, atribuite bardului Ossian.
Aceste cântece în versuri au adus noi teme ca: predilecția pentru peisaje întunecate și melancolice, cultul eroilor, lirism sentimental și o mai mare libertate a expresiei și au înfluențat preromantismul european.

## Scrieri
- 1760: Fragments of Ancient Poetry, Collected in the Highlands of Scotland and Translated from the Gaelic or Erse Language ("Fragmente de poezie veche, adunate de pe înălțimile Scoției și traduse din limba gaelică sau erse")
- 1762: Fingal
- 1763: Temora
- 1765: The Works of Ossian ("Operele lui Ossian").